# Interserie 1978

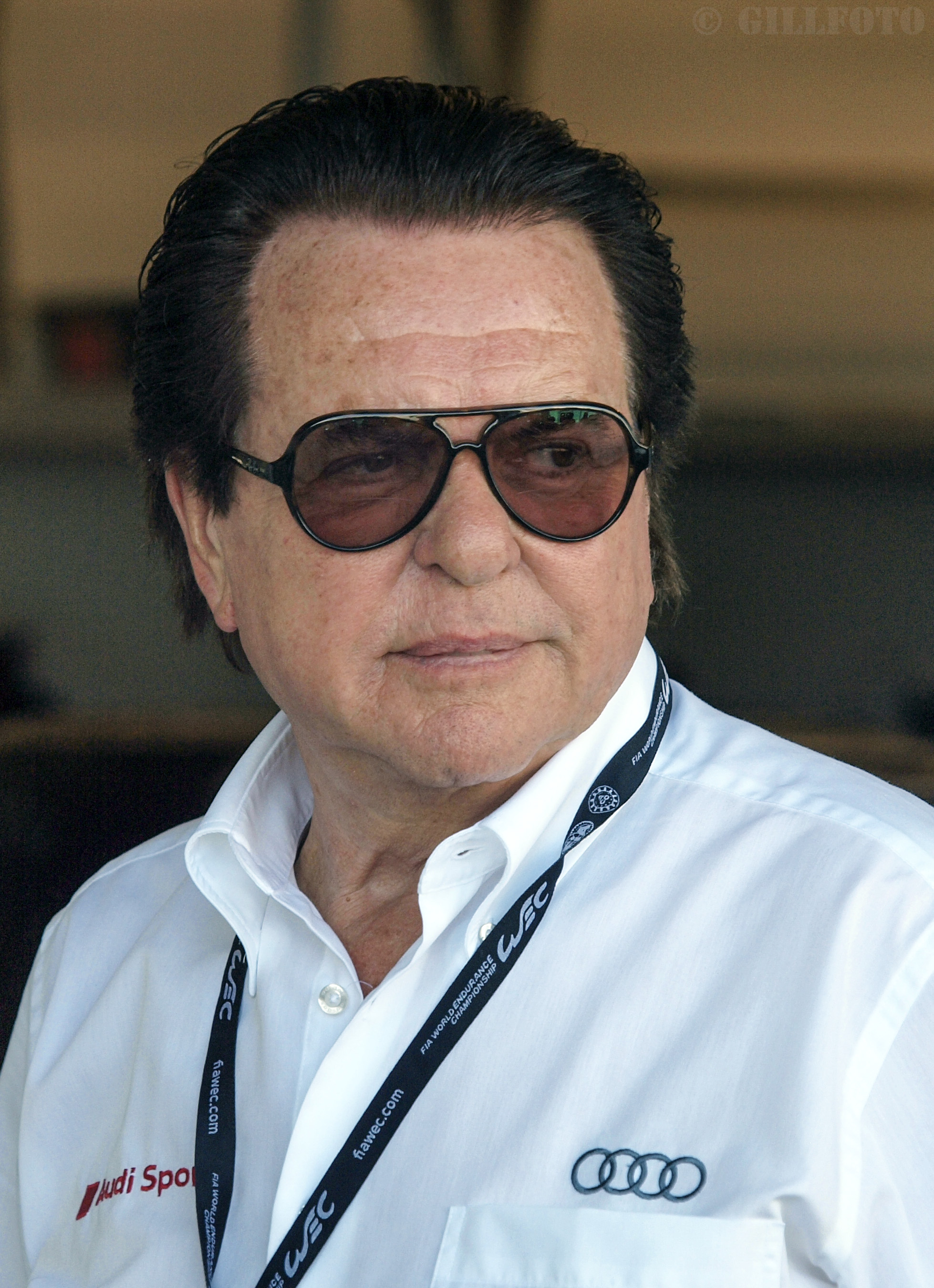
Reinhold Joest gewann die Fahrerwertung der Interserie 1978

Die Interserie 1978 war die neunte Saison der europäischen Sportwagenmeisterschaft Interserie. Sie begann am 2. April und endete am 10. September 1978.

## Meisterschaft
Der deutsche Rennfahrer und Rennstallbesitzer Reinhold Joest gewann mit seinem Porsche 908/03 drei Wertungsläufe und damit zum ersten Mal in seiner Karriere die Fahrerwertung der Interserie. Joest siegte bei der Goodyear Trophy sowie in Mengen und beim Rennen auf der Start-und-Ziel-Schleife des Nürburgrings. Hinter Joest klassierten sich der Schweizer Charly Schirmer und Klaus Walz auf dem zweiten und dritten Rang der Fahrer-Endwertung.

## Rennkalender
| Nr. | Datum         | Rennname / Rennstrecke                                       | Team                    | Gesamtsieger      | Fahrzeug            | Meisterschaft |
| --- | ------------- | ------------------------------------------------------------ | ----------------------- | ----------------- | ------------------- | ------------- |
| 1   | 2. April      | 300-km-Rennen auf dem Nürburgring (Nürburgring)              | Osella Squadra Corse    | Giorgio Francia   | Osella PA6          | Alle          |
| 2   | 7. Mai        | Goodyear Trophy (Circuit Goodyear)                           | Liqui Moly Equipe       | Reinhold Joest    | Porsche 908/03      | Alle          |
| 3   | 11. Juni      | 1-Stunden-Rennen von Wunstorf (Fliegerhorst Wunstorf)        | Deutsch Brothers Racing | Kurt Lotterschmid | Deutsch-Porsche 908 | Alle          |
| 4   | 16. Juli      | 1-Stunden-Rennen von Kassel-Calden (Flughafen Kassel-Calden) | Porsche Kremer Racing   | Bob Wollek        | Porsche 908/03      | Alle          |
| 5   | 27. August    | 1-Stunden-Rennen von Mengen (Flugplatz Mengen-Hohentengen)   | Liqui Moly Equipe       | Reinhold Joest    | Porsche 908/03      | Alle          |
| 6   | 10. September | 1-Stunden-Rennen auf dem Nürburgring (Nürburgring)           | Liqui Moly Equipe       | Reinhold Joest    | Porsche 908/03      | Alle          |

## Fahrer-Meisterschaft

### Gesamtwertung
| Position | Fahrer                   | Team                       | Fahrzeug            | Punkte |
| -------- | ------------------------ | -------------------------- | ------------------- | ------ |
| 1        | Reinhold Joest           | Liqui Moly Equipe          | Porsche 908/03      | 95     |
| 2        | Charly Schirmer          | Formelrennsportclub Zürich | Lola T296           | 73,5   |
| 3        | Klaus Walz               | Team Matter-Toj            | TOJ SC206 TOJ SC205 | 68     |
| 4        | Bob Wollek               | Porsche Kremer Racing      | Porsche 908/03      | 65     |
| 5        | John Blanckney           | PB. Watson Sports Cars     | Chevron B31         | 58,5   |
| 6=       | Hans-Rudolf Urech        | Hans-Rudolf Urech          | McLaren M8E         | 45     |
| 6=       | Roland Binder            | Roland Binder              | Lola T296 Lola T292 | 45     |
| 8=       | Mario Ketterer           | Immo Klein Racing          | TOJ SC306 TOJ SC206 | 40     |
| 8=       | Kurt Lotterschmid        | Deutsch Brothers Racing    | Deutsch-Porsche 908 | 40     |
| 10=      | Norbert Dombrowski       | Norbert Dombrowski         | Rex SP1             | 36     |
| 10=      | Jan van Straaten         | Jan van Straaten           | Lola T292           | 36     |
| 12       | Karl Langjahr            | Karl Langjahr              | Tecno-Porsche EB    | 31     |
| 13       | Ralf Walter              | Ralf Walter                | TOJ SC02            | 28     |
| 14       | Georg Moritz             | MSC Schorndorf             | Chevron B23         | 24     |
| 15       | Ruedi Jauslin            | Ruedi Jauslin              | Lola T296           | 22     |
| 16=      | Giorgio Francia          | Osella Squadra Corse       | Osella PA6          | 20     |
| 16=      | Eugen Strähl             | Eugen Strähl               | March 76S           | 20     |
| 18       | Siegfried Rieger         | Siegfried Rieger           | McLaren M8          | 18     |
| 19=      | Iain McLaren             | Iain Mc Laren Racing       | Chevron B36         | 15     |
| 19=      | Martin Raymond           | Martin Raymond             | Chevron B31         | 15     |
| 21=      | Manrico Zanuso           | Deutsch Brothers Racing    | Deutsch-Porsche 908 | 12     |
| 21=      | Jörg Obermoser           | Team Matter-Toj            | TOJ SC303 TOJ SC302 | 12     |
| 23=      | Marco Rocca              | Marco Rocca                | Osella PA5          | 10     |
| 23=      | Pasquale Barberio        | Marco Rocca                | Osella PA5          | 10     |
| 23=      | Gilbert Albert           | Deutsch Brothers Racing    | Deutsch-Porsche 908 | 10     |
| 26       | Heinz Schaltinat         | Heinz Schaltinat           | Hesch-Osella        | 9      |
| 27=      | Robin Smith              |                            | Chevron B31         | 8      |
| 27=      | Tony Charnell            |                            | Chevron B31         | 8      |
| 27=      | Dieter Schulz            | Dieter Schulz              | Lola T390           | 8      |
| 30=      | Peter Hardt              | Heinz Hardt                | Landar LR8          | 6      |
| 30=      | Rolf Götz                | Rolf Götz                  | Chevron B23         | 6      |
| 30=      | Max Welti                | Francy Racing              | Sauber C5           | 6      |
| 30=      | Francesco Cerulli-Irelli |                            | AMS 277/2           | 6      |
| 34=      | Ruggero Parpinelli       |                            | Osella PA5          | 4      |
| 34=      | Norbert Przybilla        | Norbert Przybilla          | Lola T297           | 4      |
| 36=      | Horst Deutsch            | Horst Deutsch              | TOJ SC206           | 3      |
| 36=      | Dieter Riegl             | Dieter Riegl               | Lola T296           | 3      |
| 38=      | Klaus Östreich           | Klaus Östreich             | TOJ SC206           | 1      |
| 38=      | Ian Harrower             | Dorset Racing              | Lola T294S          | 1      |